# Стенел
Вижте пояснителната страница за други значения на Стенел.
Стенел (на старогръцки: Σθενέλας, Sthenelas, Sthenelus) в гръцката митология е цар на Аргос, син на Кротоп.
Той е наследник на баща си Кротоп. След него на трона идва неговият син Геланор (Пеласг).